# The Beatles Play The Residents and The Residents Play The Beatles
The Beatles play The Residents and The Residents play The Beatles – piosenka awangardowej grupy The Residents wydana w 1977 roku na singlu.
Na stronie A singla znalazł się utwór zatytułowany „Beyond the Valley of a Day in the Life” (przypominający swoją stylistyką kompozycje z płyty The Third Reich 'n Roll kilkuminutowy kolaż utworów napisanych oryginalnie przez zespół The Beatles z zapętlonym zdaniem Please everybody, if we haven’t done everything we could have done we tried. (tłum. słuchajcie wszyscy, jeśli nie zrobiliśmy wszystkiego co mogliśmy zrobić to przynajmniej próbowaliśmy) wypowiedzianym przez Paula McCartneya na jednym ze świątecznych nagrań grupy) zaś na stronie B płyty pojawił się cover utworu „Flying” z albumu Magical Mystery Tour (1967). W jednym z wywiadów prasowych udzielonych przez The Cryptic Corporation oświadczono, że wybór padł właśnie na ten utwór, ponieważ była to jedyna kompozycja napisana przez wszystkich członków zespołu The Beatles.

## Beyond The Valley of a Day in the Life
Na podstawie wielu dyskusji pomiędzy fanami obu zespołów ułożono zbiór utworów, które prawdopodobnie zostały użyte w powyższym kolażu. Z racji charakterystycznej dla grupy The Residents techniki budowania własnych interpretacji cudzych utworów, poprzez kompletne rozkładanie ich na czynniki pierwsze, nie można mieć pewności co do poprawności tej listy. Jej dokładność nie została również nigdy potwierdzona przez Cryptic Corporation, ani nikogo z otoczenia grupy.